# Aetana
Aetana es un género de arañas de la familia Pholcidae, orden Araneae. Fue descrito por Bernhard A. Huber en 2005.

## Especies
- Aetana abadae Huber, 2015
- Aetana baganihan Huber, 2015
- Aetana banahaw Huber, 2015
- Aetana fiji Huber, 2005
- Aetana gaya Huber, 2015
- Aetana indah Huber, 2015
- Aetana kinabalu Huber, 2005
- Aetana kiukoki Huber, 2015
- Aetana lambir Huber, 2015
- Aetana libjo Huber, 2015
- Aetana loboc Huber, 2015
- Aetana lozadae Huber, 2015
- Aetana manansalai Huber, 2015
- Aetana mokwam Huber, 2019
- Aetana ocampoi Huber, 2015
- Aetana omayan Huber, 2005
- Aetana ondawamei Huber, 2019
- Aetana paragua Huber, 2015
- Aetana pasambai Huber, 2015
- Aetana poring Huber, 2015
- Aetana ternate Huber, 2019